# Bythinella cylindrica
Bythinella cylindrica е вид коремоного от семейство Amnicolidae. Видът е световно застрашен, със статут Уязвим.

## Разпространение
Разпространен е в Австрия.